# Methanol
Methanol (mimo chemii dle pravidel českého pravopisu metanol), methylalkohol, karbinol je nejjednodušší alifatický alkohol. Používá se pro něj též dnes již zastaralý název dřevný líh či dřevitý líh. Jde o bezbarvou, alkoholicky páchnoucí kapalinu, neomezeně mísitelnou s vodou. Je těkavý, hořlavý a silně jedovatý, což je problém při záměně s ethanolem. Methanol vzniká i při alkoholovém kvašení, avšak nikoliv v množství ohrožujícím život (v Česku povolené množství je 15 gramů v přepočtu na litr čistého lihu).

## Výroba
Původně se vyráběl suchou destilací dřeva, především bukového, přičemž vzniká směs methanolu, kyseliny octové a acetonu. Kyselina octová se ze získané směsi odstraňuje neutralizací vápnem (hydroxidem vápenatým) a methanol spolu s nepatrným množstvím acetonu se oddělí destilací. Podle této metody výroby dostal triviální název dřevný líh. V současné době se průmyslově vyrábí katalytickou hydrogenací oxidu uhelnatého z vodního plynu, tj. směsi vodíku a oxidu uhelnatého za vysokých teplot (250 °C) a tlaků (5 až 10 MPa) a za přítomnosti katalyzátorů na bázi směsi mědi, oxidu zinečnatého a oxidu hlinitého podle rovnice:
CO + 2 H2 → CH3OH.
Uvedená reakce je vratná; za nižších teplot a tlaků a v přítomností solí trojmocného chromu probíhá opačným směrem.
Průmyslové postupy syntézy vyvinuly např. firmy Lurgi a ICI (Imperial Chemical Industries). Postup vždy zahrnuje kompresi syntézního plynu (tj. směsi CO+H2, získané např. reformováním zemního plynu) a následnou výše uvedenou chemickou přeměnu zpravidla provedenou při teplotách 250–260 °C za vysokého tlaku 5–10 MPa (dříve ještě více) na katalyzátoru jehož hlavní aktivní složkou jsou oxidy mědi, zinku na aluminovém nosiči. Přeměna je exotermní a jednotlivá řešení se liší především způsobem odvodu reakčního tepla a kontrolou teploty v reaktoru (trubkový reaktor vs. adiabatický reaktor dochlazovaný vstřikováním chladného syntézního plynu). Dosahuje se konverze cca 50 %. Po ochlazení produktů se v separátoru oddělí methanol a syntézní plyn se částečně recykluje (zbytek se spaluje aby nedošlo k zakoncentrování intertů). Z oddělené kapaliny se nejprve vydestilují lehčí vedlejší produkty, a následně se odděluje čistý methanol od vody coby dalšího vedlejšího produktu. Takto se na světě např. v roce 2007 vyrobilo 40 milionů tun methanolu.

## Vlastnosti

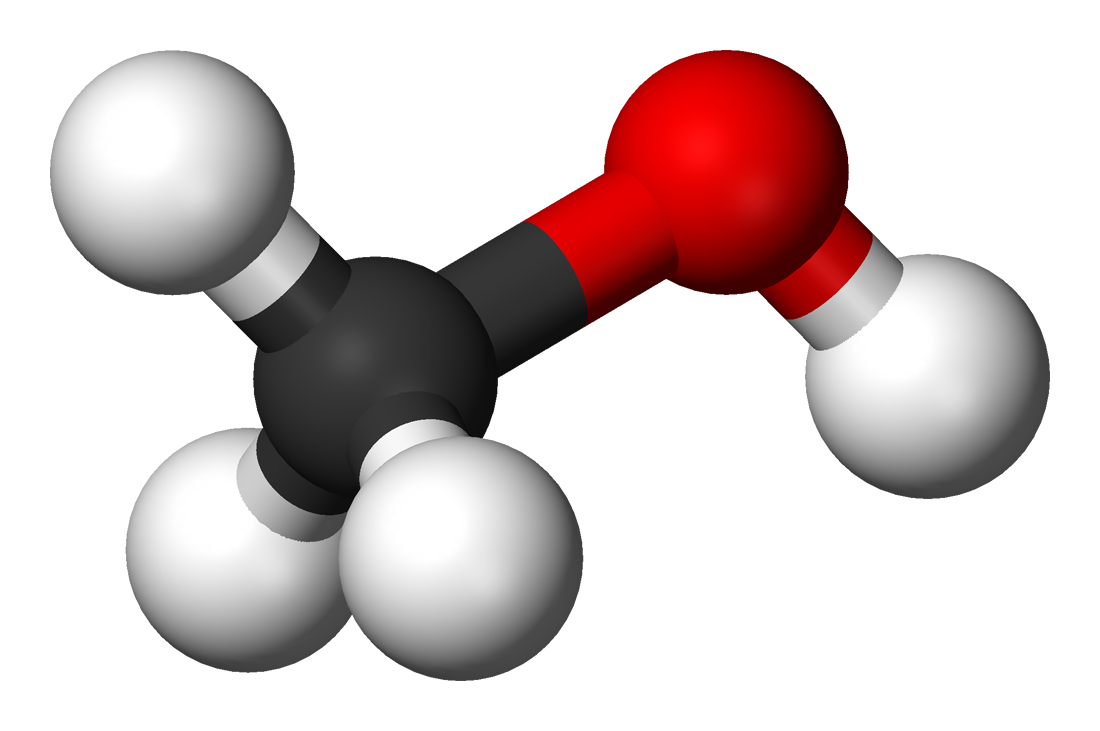
Prostorový model molekuly methanolu

Geometrie molekuly methanolu je zobrazena na obrázku modelu vlevo. Vzhledem k volné otáčivosti částí molekuly kolem σ-vazby mezi uhlíkovým a kyslíkovým atomem se sice může vodík hydroxylové skupiny OH nacházet v libovolné poloze vůči vodíkům methylové skupiny CH3, ale konformace s nejnižší možnou energií je taková, když rovina definovaná vazbami H—O—C právě půlí úhel definovaný trojicí atomů H—C—H methylové skupiny; tato konformace je naznačena na uvedeném obrázku.
Z molekulové hmotnosti methanolu by vyplývalo, že jeho bod varu bude velmi nízký, kolem −170 °C, ve skutečnosti je přibližně +65 °C. Je to způsobeno tím, že atom vodíku hydroxylové skupiny vytváří vodíkovou vazbu s kyslíkem jiné molekuly methanolu. Tím dochází ke zvýšení bodu varu. Stejný jev pozorujeme také u vody.

### Rozpoznání methanolu
Methanol se prokazuje laboratorně plynovou chromatografií. Podle chuti, vůně ani vzhledu ho rozpoznat nelze. Orientačně ho bezpečně nelze odlišit ani podle barvy plamene. Líh v běžném alkoholu (tj. ethanol) má po zapálení rovněž jako methanol modrou barvu plamene.[zdroj?] U methanolu se někdy uvádí průhlednost plamene.[zdroj?] Barvu plamene při hoření ethanolu i methanolu mohou ovlivnit přítomné příměsi, např. stopové množství „všudypřítomného“ sodíku zbarvuje plamen žlutě. Není tedy výjimkou, že při zapálení alkoholů pozorujeme modro-oranžový plamen. Tuto zkoušku proto nelze v žádném případě doporučit jako ujištění před konzumací alkoholických nápojů neznámého nebo pochybného původu.
Další způsob zjištění obsahu metanolu je jeho oxidace na formaldehyd pomoci manganistanu draselného. Jestliže je metanol přítomen, manganistan se redukuje na oxid manganičitý, vyloučený v pevném stavu. Tento pokus lze popsat jednoduchým příkladem. V nádobě se smísí asi 1 ml vzorku s 4 ml 40% kyseliny sírové. Za stálého chlazení a promíchávání se postupně přidává asi 1 g jemně drceného manganistanu. V případě, že vzorek obsahuje metanol, zmizí červenofialové zbarvení roztoku a začne sedimentovat oxid manganičitý.

### Chemické reakce methanolu
Kyslíkem se postupně oxiduje ve třech stupních. V prvním stupni oxidace se přeměňuje na nejjednodušší aldehyd formaldehyd (methanal):
2 CH3OH + O2 → 2 CH2O + 2 H2O.
S větším množstvím kyslíku se oxiduje do druhého stupně na kyselinu mravenčí:
CH3OH + O2 → HCOOH + H2O.
Za velkého přebytku kyslíku se spaluje na oxid uhličitý a vodu:
2 CH3OH + 3 O2 → 2 CO2 + 4 H2O.
Tato poslední reakce může probíhat pomalu (např. při působení ultrafialového záření na páry methanolu ve vzduchu), nebo bouřlivě jako hoření; při hoření vzniká bezbarvý, téměř neviditelný plamen, což může při nepozornosti způsobit vážné popáleniny.
S alkalickými kovy reaguje bouřlivě za vývoje vodíku a vzniku solí, např. methanolátu sodného:
2 CH3OH + 2 Na → 2 CH3ONa + H2.
Tyto methanoláty se působením vody okamžitě rozkládají za vzniku methanolu a hydroxidu, např.:
CH3ONa + H2O → CH3OH + NaOH.
S chloridy karboxylových kyselin vytváří methylestery, např. s chloridem kyseliny octové octan methylnatý neboli methylacetát:
CH3OH + CH3COCl → CH3COOCH3 + HCl.

## Výskyt v přírodě
Methanol vzniká v malém množství rozkladem organických látek působením některých mikroorganismů (např. oxidací methanu bakteriemi rodu Methylococcus), velice brzy však ve vzduchu působením slunečního záření oxiduje na oxid uhličitý a vodu.
Methanol se tvoří na prachových zrnkách mezihvězdné látky v prachoplynných mračnech v blízkosti mladých hvězd.

## Metabolismus a fyziologické působení
Methanol se metabolizuje především v játrech, a to pomocí enzymu alkoholdehydrogenázy na formaldehyd. Ten se dále přeměňuje (pomocí aldehyddehydrogenázy a dalších enzymů) na kyselinu mravenčí. Alternativní cestou ke kyselině mravenčí je oxidace folátovou metabolickou dráhou, která hraje důležitou roli v metabolismu jednouhlíkatých zbytků. Byla prokázána závislost rychlosti této přeměny na koncentraci tetrahydrofolátu v játrech – primáti (stejně jako člověk) mají tuto koncentraci výrazně nižší než potkan, proto je i odbourávání kyseliny mravenčí pomalejší. Konečným produktem oxidace methanolu přes kyselinu mravenčí je oxid uhličitý.
Otrava methanolem se projeví už po několika hodinách, a to mírně zrychleným vnímáním okolí, bolestí hlavy, ospalostí a toxickou bolestí břicha.

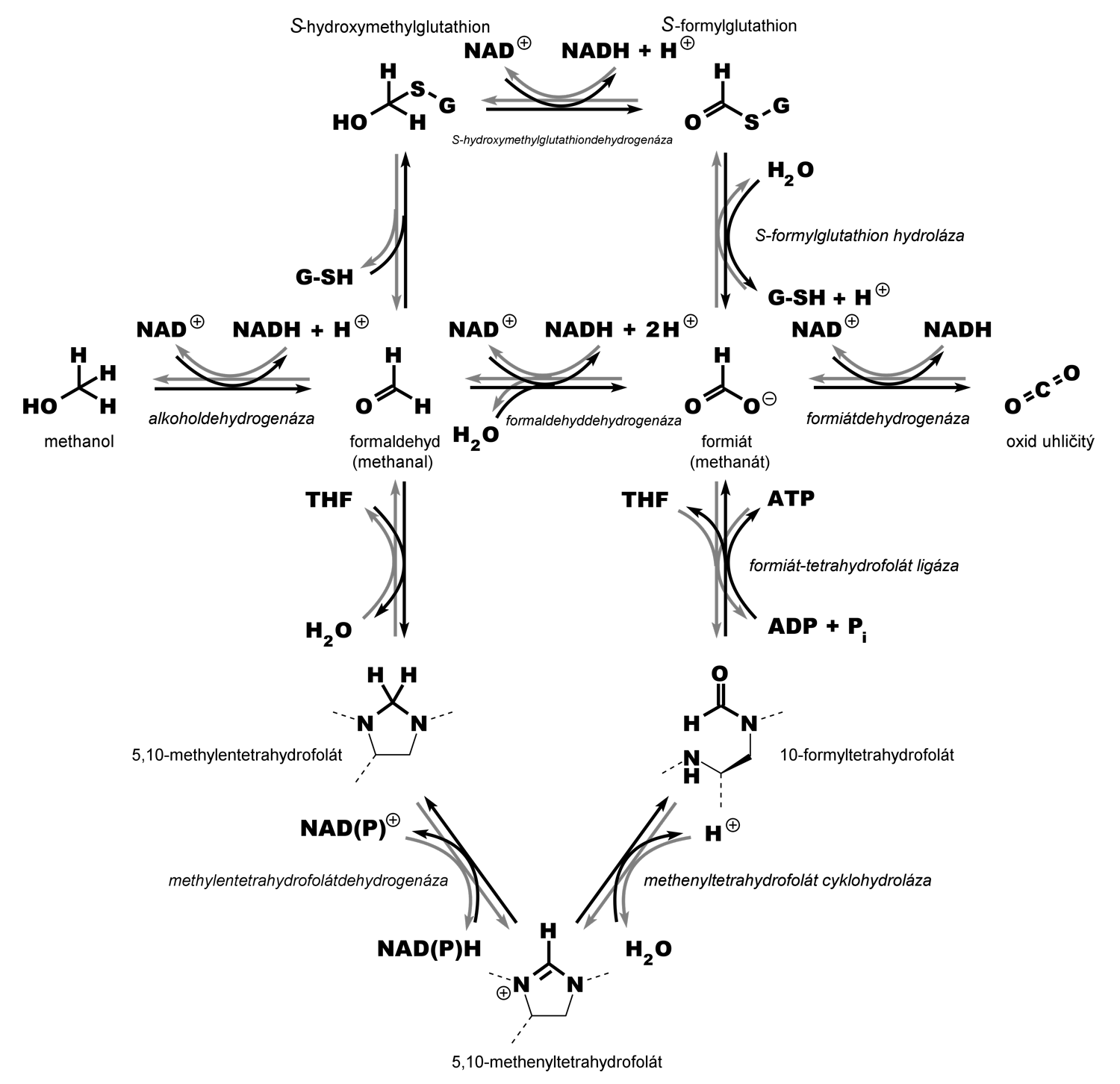
Některé oxidativní přeměny methanolu v organismu

Jedovatost methanolu nespočívá až tolik v působení této látky (byť způsobuje útlum centrálního nervového systému), jako spíše v působení jejích rozkladných produktů – formaldehydu a kyseliny mravenčí. Methanol samotný se metabolizuje zhruba poloviční rychlostí oproti ethanolu. Celková eliminace methanolu je pomalá, odpovídá zhruba sedmině rychlosti pro ethanol. Navíc má ethanol asi dvacetkrát vyšší afinitu k alkoholdehydrogenáze než methanol, proto je preferovaným substrátem. To umožňuje podávat ethanol (nebo též fomepizol) jako antidotum při intoxikaci, protože se výrazně zpomalí metabolismus methanolu a podstatně se tak sníží jeho biochemické a klinické účinky.
Hlavním rizikem při intoxikaci methanolem je metabolická acidóza se zvětšeným anionovým oknem. Je způsobena hromaděním kyseliny mravenčí a v pozdější fázi také kyseliny mléčné. Dochází k útlumu centrálního nervového systému. Poškozuje se sítnice, může dojít k trvalé úplné slepotě. Důvodem častého poškození sítnice je pravděpodobně fakt, že (vyjma jater) k odbourávání methanolu na jeho jedovaté produkty dochází právě mimo jiné v sítnici. K časným příznakům otravy patří opilost a ospalost. Po 8 až 36 hodinách se přidávají bolesti hlavy, závratě, kóma, případně křeče. Zornice jsou roztažené, s pomalou nebo žádnou reakcí na světlo. Zrak je zhoršený nebo rozmazaný, může zůstat na úrovni vnímání světla nebo může nastat úplná slepota. V akutní fázi je běžné překrvení čočky. Běžně se vyskytují bolesti břicha, občas akutní pankreatitida.
Methanol se snadno vstřebává všemi cestami, tedy především z trávicího traktu, vdechováním nebo přes kůži. Již požití dávek 4–10 cm3 může způsobit trvalou slepotu. Individuální rozdíly ve vnímavosti jsou značné, byla hlášena přežití i po dávkách 500–600 cm3 (možná i díky současnému požívání ethanolu). Při hromadné otravě po požití falšovaného vína (v roce 1986 v Itálii) bylo zjištěno, že při hladinách pod 200 mg/dm3 kyseliny mravenčí v moči se nevyvinuly žádné příznaky ani klinické projevy intoxikace.

### První pomoc
První pomoc při intoxikaci methanolem je vypít dvě deci kvalitního 40% alkoholu (např. vodka) a okamžitě vyhledat lékařskou pomoc. Ethylalkohol je totiž odbouráván dříve než methanol. Nedojde tedy ke vzniku toxické kyseliny mravenčí a vytvoří tak prostor pro lékařský zásah.

### Případy otrav
V České republice došlo v září 2012 k otravě methanolem u desítek osob, především z Moravskoslezského kraje, ale i z jiných částí republiky. Na čtyři desítky z nich zemřely. Zdrojem byly zřejmě lihoviny (vodka a tuzemák) ze šestilitrových barelů.
K podobné sérii otrav došlo v září 2001 v Pernovském kraji v Estonsku, kdy nápoje vyrobené z metanolu z odcizených sudů zavinily smrt 68 lidí a způsobily trvalé následky dalším 43 osobám.
Pančovaný alkohol s přemírou metanolu zabíjel i v jiných státech – v roce 1981 zahynulo v indickém Bengalúru 308 lidí, v bangladéšském Narsingdi zemřelo v roce 1999 celkem 113 lidí a 137 lidí zemřelo v roce 2000 v keňském Nairobi.
V březnu 1957 železniční zaměstnanci v Čierné nad Tisou odcizili z cisterny desítky litrů methylalkoholu a na následky jeho požití zemřelo nejméně 7 lidí a desítky jich bylo léčeno. Událost se stala námětem k filmu Černá sobota z roku 1960.
Na českém území je zmiňován v minulosti pouze jediný srovnatelný incident, kdy na konci druhé světové války sovětští vojáci požili metanol z cisterny z chemičky v Ústí nad Labem. Podle archiváře Vladimíra Kaisera na následky otravy tehdy zemřelo sedm sovětských vojáků a jeden Čech.

## Použití
Methanol má širokou škálu použití, mj. jako:
- rozpouštědlo
- přepracování řepkového (příp. jiného rostlinného) oleje na tzv. bionaftu (směsi methyl-esterů mastných kyselin, např. MEŘO)
- přísada do nemrznoucích směsí
- denaturační činidlo pro denaturaci ethanolu (už se prakticky nepoužívá)
- přísada do pohonných látek nebo jako samostatná pohonná látka (zejména u přeplňovaných spalovacích motorů a zejména v USA)
- jako surovina pro výrobu jiných organických látek, např.:
  - formaldehydy (oxidace, příp. oxidativní dehydrogenace methanolu)
  - kyseliny mravenčí
  - kyseliny octové (karbonylace methanolu – proces MONSANTO)
  - dimethylether (ekologický hnací plyn pro aerosolové spreje)
  - methyl(terc-butyl)ether (MTBE, aditivum do benzinu; v současné době se pro podezření z karcinogenity uvažuje o možnostech jeho nahrazení).
  - alternativní výroby směsí podobných benzínům a plynovým olejům (s následným přepracováním na paliva) a olefinů pro petrochemii např. na Novém Zélandu, v dalších státech se o zavedení těchto výrob uvažuje (průmyslové procesy MTO, MTG, MTP = methanol to olefines/gasoline/propylene vyvinuté firmami Sud Chemie, Lurgi, UOP)

Výhledově se uvažuje i o jeho použití v palivových článcích.

## Historická poznámka
Methanol znali již staří Egypťané, kteří používali dřevný líh, připravený destilací dřeva, jako jednu z látek při balzamování mumií. V moderní době jej v čisté formě připravil v roce 1661 Robert Boyle, který jej nazval spiritus buxi (tedy „duch zimostrázu“), protože jej připravil suchou destilací dřeva zimostrázu. Jeho objev upadl téměř v zapomnění a methanol byl znovuobjeven počátkem 19. století (v roce 1812 Phillipe Taylorem). V roce 1834 francouzští chemikové Jean-Baptiste Dumas a Eugene Peligot určili jeho chemické složení. Moderní metodu výroby z vodního plynu objevil v roce 1923 německý chemik Matthias Pier.